# Saint-Avé
Saint-Avé è un comune francese di 10 385 abitanti situato nel dipartimento del Morbihan nella regione della Bretagna.

## Società

### Evoluzione demografica
Abitanti censiti